# 土屋隆
土屋 隆（つちや たかし、1940年2月9日 - ）は、日本の実業家。東ソー代表取締役CEO（会長）。長野県松本市出身。

## 経歴
- 1965年 東京工業大学理工学部卒業
- 1965年 東洋曹達工業（現・東ソー）入社
- 1994年 同社 社長室長
- 1995年 同社取締役
- 1996年 同社常務取締役
- 1999年 同社代表取締役専務取締役
- 2001年 同社取締役社長
- 2009年 同社取締役会長

## その他の活動
- 化学工学会第53代会長
- 塩ビ工業・環境協会会長

## 参考
- 土屋隆の経歴書 平成21年4月
- 『現代日本人名録2002』日外アソシエーツ